# Desmonus crassus
Desmonus crassus är en mångfotingart som beskrevs av Loomis 1959. Desmonus crassus ingår i släktet Desmonus och familjen Sphaeriodesmidae. Inga underarter finns listade i Catalogue of Life.